# Larry Kramer
Laurence David Kramer, född 25 juni 1935 i Bridgeport, död 27 maj 2020 i New York, känd som Larry Kramer, var en amerikansk dramatiker, roman- och manusförfattare samt en tongivande hiv- och hbtq-aktivist från och med 1980-talet, då han bland annat var med och grundade organisationen ACT UP.